# Bibliothèque de Pukinmäki
La bibliothèque de Pukinmäki (finnois : Pukinmäen kirjasto) est une bibliothèque du quartier de Pukinmäki à Helsinki en Finlande,,,.

## Présentation
Fondée en 1956, la bibliothèque de Pukinmäki est un établissement de la bibliothèque municipale d'Helsinki.
De nos jours, la bibliothèque se trouve dans la Pukinmäkitalo, qui a été achevée en 1985.
La Pukinmäkitalo est un bâtiment conçu par l'architecte Kaarlo Leppänen.

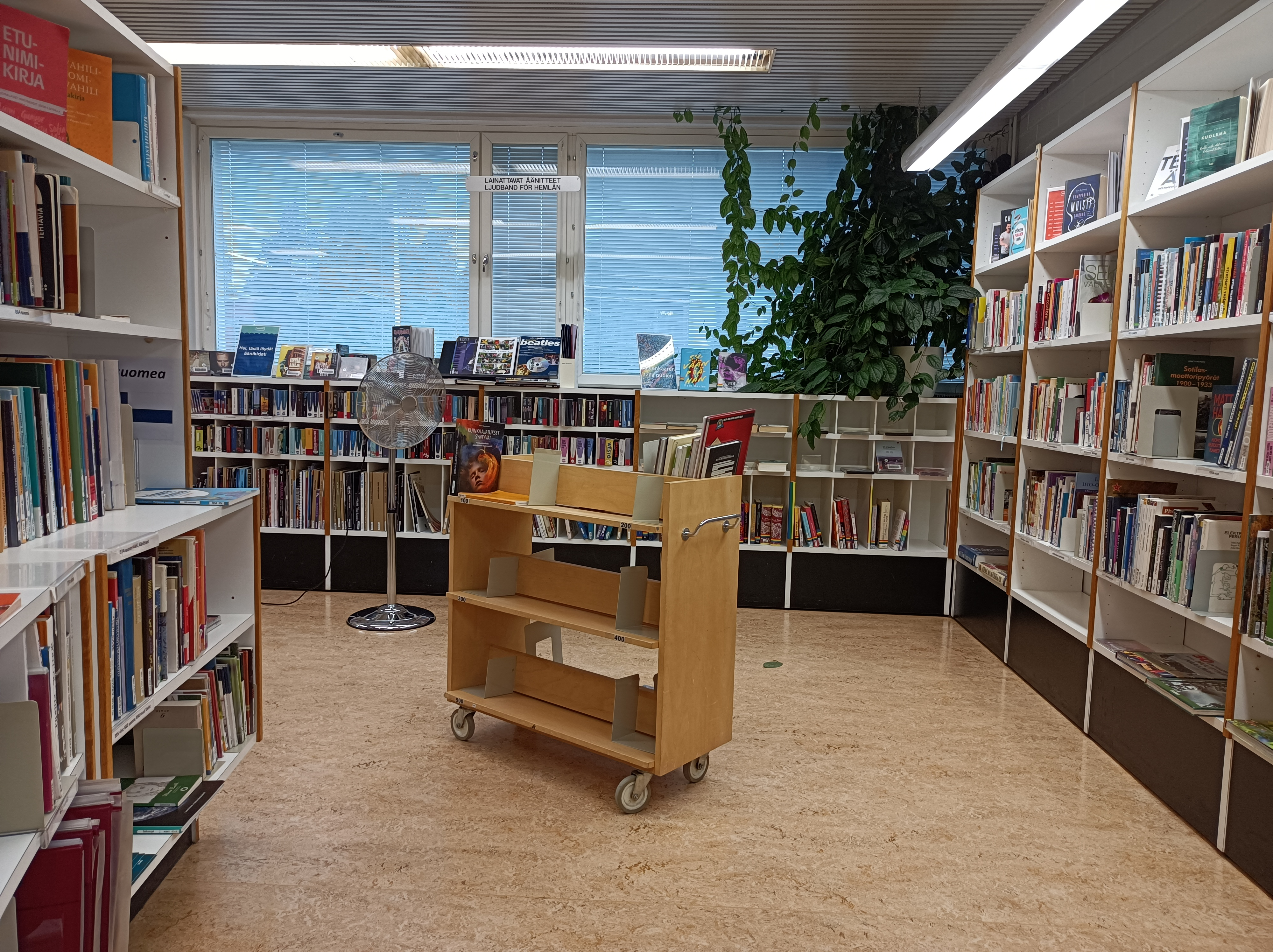
Bibliothèque de Pukinmäki.

## Groupement Helmet de bibliothèques
La bibliothèque de Pukinmäki fait partie du groupement Helmet, qui est un groupement de bibliothèques municipales d'Espoo, d'Helsinki, de Kauniainen et de Vantaa ayant une liste de collections commune et des règles d'utilisation communes.